# 馥兰属
馥兰属（学名：Phreatia），又名芙樂蘭屬、馥樂蘭屬、富麗蘭屬，是兰科下的一个属，通常为附生植物。该属共有约190种，分布于热带亚洲至大洋洲。

## 下属物种
- 垂茎馥兰 Phreatia caulescens
- Phreatia elegans
- 馥兰 Phreatia formosana，也称寶島芙樂蘭。
- Phreatia limenophylax
- 大馥兰 Phreatia morii
- 台湾馥兰 Phreatia taiwaniana